# Finlands Sjöräddningssällskap

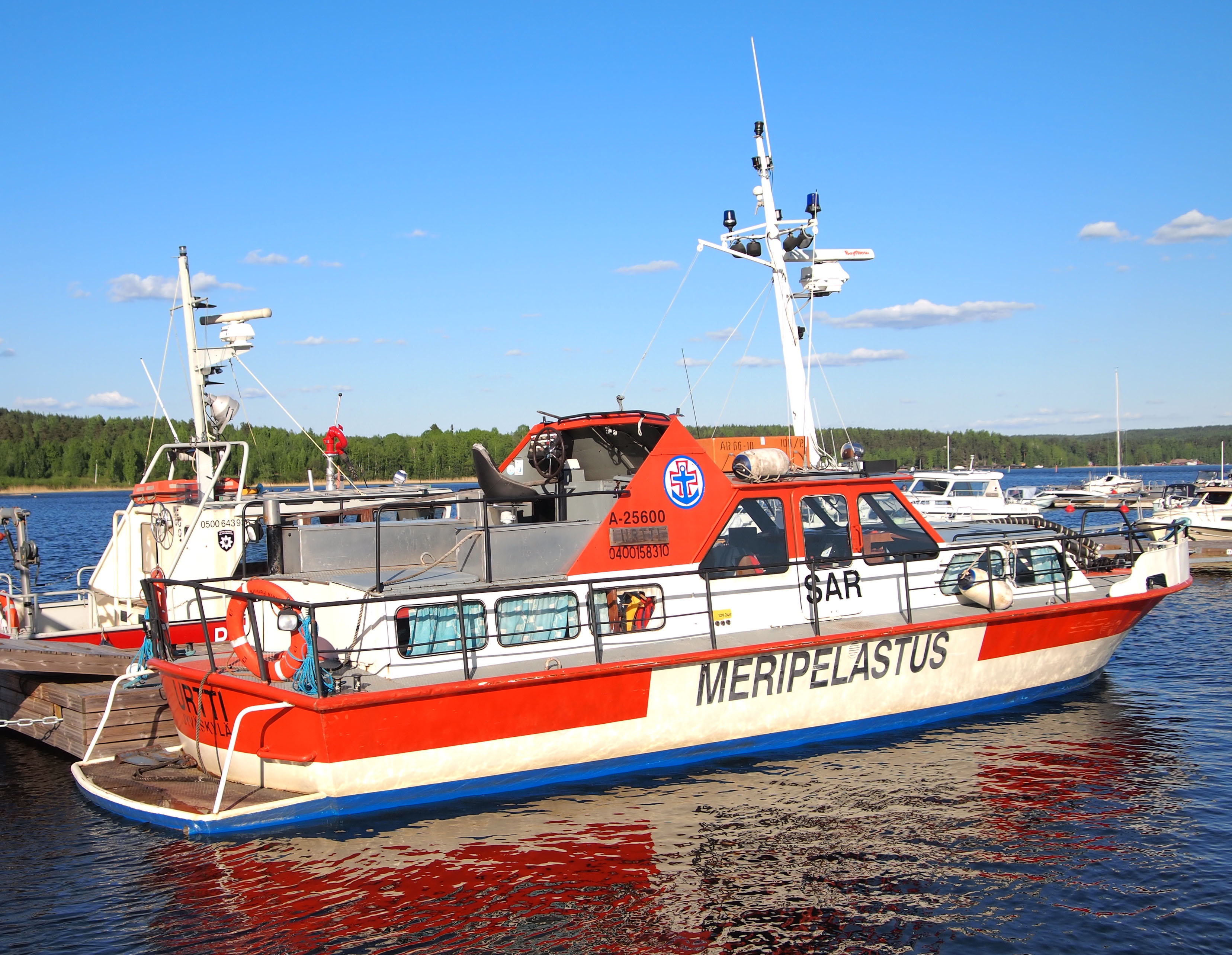
Urtti i Jyväskylä

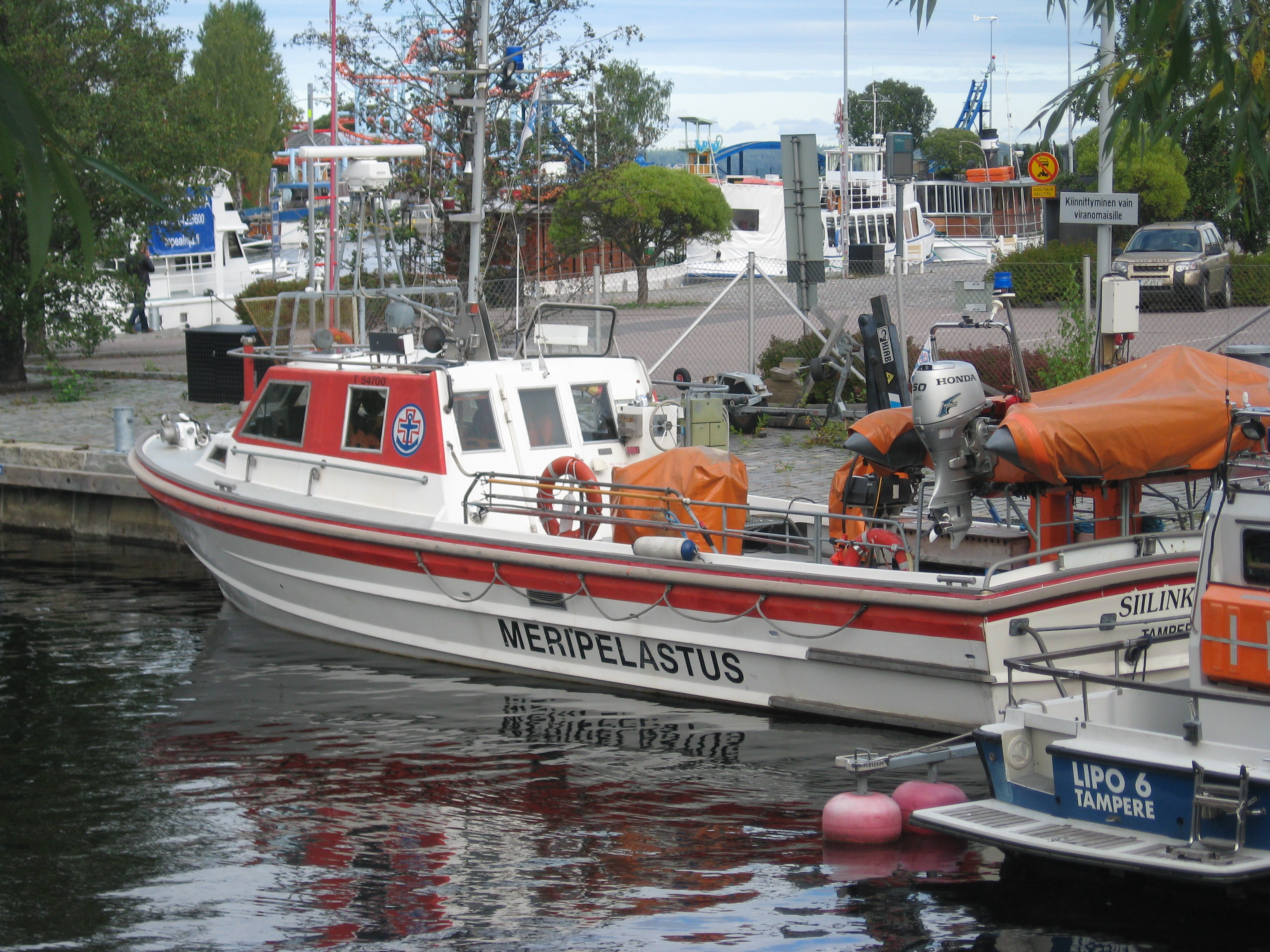
Siilinka i Tammerfors

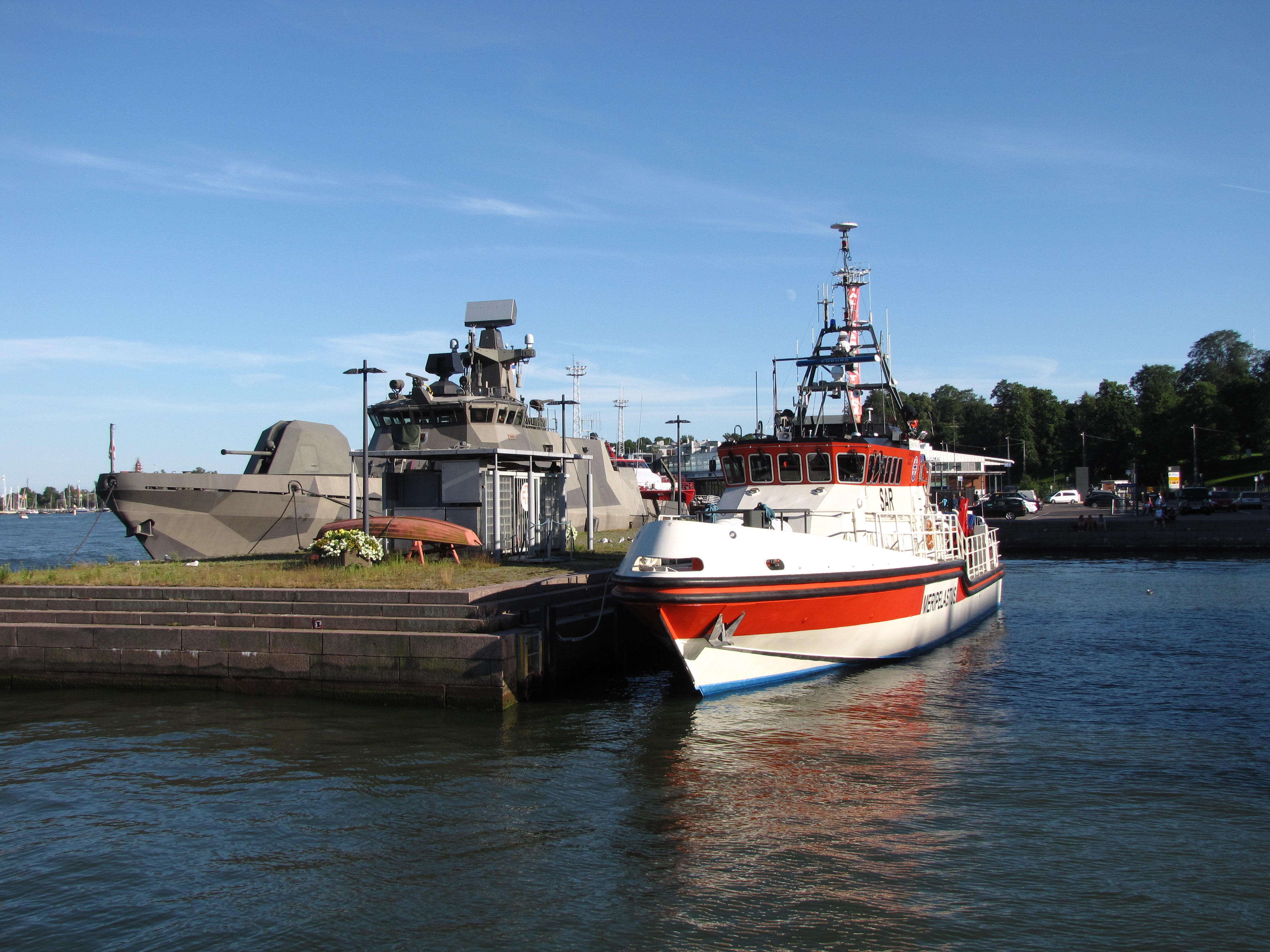
Missilbåten Pori och Jenny Wihuri

Finlands Sjöräddningssällskap är en centralorganisation för lokala sjöräddningssällskap i Finland, exklusive Åland. Det grundades 1897 och har omkring 60 medlemsföreningar, varav hälften vid kusten och hälften i inlandet. Sällskapet och dess medlemsföreningar har omkring 130 räddningsfarkoster och drygt 2 000 frivilliga sjöräddare. Årligen utförs ungefär tusen räddnings- och assisteringsuppdrag.

## Sjöräddningsverksamheten
Längs kusterna fungerar sjöräddningsföreningarna i samarbete med gränsbevakningsväsendet, som innehar myndighetsansvaret för sjöräddning i Finland, i praktiken med den närmaste av dess två ledningscentraler för sjöräddning. På insjöar och älvar är ansvarsmyndigheten det regionala räddningsverket och nödcentralen.
Vanligen är sjöräddningsfarkosterna i beredskap så länge vattnet är isfritt. Under sommarveckoslut hålls många av sjöräddningsfarkosterna bemannade, medan farkosterna andra tider har utryckningstider på Mellan 15 och 60 minuter.
Typiska alarmuppdrag är assistans och bogsering av fritidsbåtar som stött på grund eller råkat ut för motorhaveri. Alla enheter har beredskap för grundläggande första hjälp, många också för första insatsen, sjuktransporter och brandsläckning.
De egentliga sjöräddningsuppdragen är alltid kostnadsfria för den nödställda (och ersätts av myndigheterna), medan bogsering till annan än närmaste trygga görs mot ersättning.

## Utbildning
Behörighetskraven på räddningsfarkoster regleras skilt från dem för nöjes- och handelsfartyg. Besättningen utbildas av de lokala föreningarna och av Sjöräddningssällskapet, som driver Bågaskärs verksamhetscenter på Bågaskär i Ingå och utbildningscentret på Boistö utanför Lovisa. 
Sjöräddningsföreningen Meripelastusyhdistys Sydväst bildade 2010 tillsammans med Väståbolands stad (numera Pargas) och Romana Management Oy en stiftelse som tog över Airisto sjöräddningsstations och Aboa Mares (tidigare Åbo Navigationsinstituts) utbildning i sjöräddning på Airisto Center vid Erstan.